# A83 (Groot-Brittannië)
De A83 is een 157 km lange hoofdverkeersweg in Schotland.
De weg verbindt Tarbet via Inveraray en Tarbert met Campbeltown.

## Hoofdbestemmingen
- Inveraray
- Tarbert
- Campbeltown